# Eurya persicifolia
Eurya persicifolia är en tvåhjärtbladig växtart som beskrevs av François Gagnepain. Eurya persicifolia ingår i släktet Eurya och familjen Pentaphylacaceae. Inga underarter finns listade i Catalogue of Life.